# Wahrenberg
Wahrenberg este o comună din landul Saxonia-Anhalt, Germania.